# Euphyllodromia albinervis
Euphyllodromia albinervis är en kackerlacksart som först beskrevs av Brunner von Wattenwyl 1893.  Euphyllodromia albinervis ingår i släktet Euphyllodromia och familjen småkackerlackor.
Artens utbredningsområde är Grenada. Inga underarter finns listade i Catalogue of Life.